# Comté de Lancaster (Nebraska)
Pour les articles homonymes, voir Comté de Lancaster.
Le comté de Lancaster est un comté de l'État du Nebraska, aux États-Unis. Son siège est la ville de Lincoln.